# Wolfgang Beeh
Wolfgang Beeh (* 28. November 1925 in Stuttgart; † 18. Juli 2013 in Darmstadt) war ein deutscher Kunsthistoriker. Er war von 1975 bis 1990 Leiter des Hessischen Landesmuseums Darmstadt.

## Leben
Wolfgang Beeh studierte in Stuttgart und in Bonn Kunstgeschichte, Literaturgeschichte und Klassische Archäologie. 1959 wurde er über den Skulpturenschmuck des Rottweiler Kapellenturms promoviert. Das Volontariat absolvierte er am Museum Schnütgen in Köln. Seit 1961 war Wolfgang Beeh für das Hessische Landesmuseum in Darmstadt tätig, zuerst als Kustos und Oberkustos. 1975 wurde er zum Direktor ernannt. Damit trat er die Nachfolge von Gerhard Bott an, der 1975 nach Köln ging.
Beeh leitete das Hessische Landesmuseum Darmstadt über 15 Jahre lang. In seine Zeit am Hessischen Landesmuseum fielen die Neueinrichtung vieler Sammlungsteile und die Verwandlung der Institution von einer ehrwürdigen Bildungsstätte zu einem lebendigen, aktiven Teil des öffentlichen Lebens. Große Verdienste erwarb sich Wolfgang Beeh, indem er nach langwierigen Verhandlungen 1986 den „Block Beuys“ für Darmstadt sichern konnte.
In die Zeit seines Direktorates fielen zudem die Diskussionen um den Verbleib der seit 1970 ausgestellten Sammlung Karl Ströher und der Abzug dieser Sammlung trotz der Errichtung eines Erweiterungsbaus im Jahre 1984 durch den Darmstädter Architekten Reinhold Kargel. Es gelang Beeh und seinen Mitarbeitern mit der Dauerleihgabe der Sammlung „Tiefe Blicke“ sowie durch eine konsequente Ankaufspolitik, die moderne Kunst dauerhaft im Museum zu verankern.
Seine besondere Liebe galt der modernen Glasmalerei. Ausgehend von dem hervorragenden Bestand alter Glasmalerei des Museums band Wolfgang Beeh die international führenden Glasmaler der Moderne durch Ausstellungen und Ankäufe an das Haus und konnte so eine bedeutende Sammlung der modernen Glasmalerei aufbauen.
Beeh trat 1990 in den Ruhestand. Er starb im Juli 2013 im Alter von 87 Jahren in Darmstadt. Er war mit der Kunsthistorikerin Suzanne Beeh-Lustenberger verheiratet. Aus der Ehe ist eine Tochter hervorgegangen.

## Ehrungen
- 1991: Johann-Heinrich-Merck-Ehrung der Stadt Darmstadt

## Veröffentlichungen
Beeh hat zahlreiche Veröffentlichungen vorzuweisen. Aus seiner Feder stammen die Schriften zu den Madonnen von Iversheim und Schiffenberg aus dem Jahr 1962, zu karolingischen Wandmalereien und Mosaiken von 1968 sowie die 1974 erschienenen Bestandskataloge zu den Grab- und Taufsteinen des Hessischen Landesmuseums Darmstadt sowie die „Bildwerke um 1800 bis 1970“ und der Bestandskatalog zur altdeutschen Malerei von 1260 bis 1550 aus dem Jahr 1990.